# Danny Verbiest
Daniël Adrien Julien (Danny) Verbiest (Vilvoorde, 27 september 1945 – Jette, 14 april 2025), was een Vlaams acteur, televisieproducent en -presentator, schrijver en poppenspeler. 
Verbiest is vooral bekend geworden als de oorspronkelijke stemvertolker en bedenker van de fictieve hond Samson. Tevens was hij medeoprichter van Studio 100.

## Levensloop

### Carrière
Voor Verbiest bekend werd, werkte hij al als leerkracht, poppenspeler, tekenaar en acteur. Hij richtte het poppentheater Malpertuus op.
Verbiest speelde in een aantal bekende televisieprogramma's mee. Zo presenteerde hij zelf het knutselprogramma Kameleon (1983-1993), waarin hij spelenderwijs kinderen op allerlei manieren leerde de gekste dingen te knutselen. Ook speelde hij mee in meerdere reeksen van Bassie en Adriaan: zijn grootste aanwezigheid was in het avontuur De Verzonken Stad (1989), waarin hij Robin de Robot helpt om een steen met vreemde tekens te ontcijferen. Ook in De Geheimzinnige Opdracht (1992) speelt hij in de aflevering vanuit België een gastrol.
Hij was in de periode 1989-2005 de bedenker, oorspronkelijke speler en dus ook de opvallende stem van Samson, de helft van het bekende duo uit de langlopende televisieserie Samson en Gert. Deze rol vertolkte hij ook tijdens zomeroptredens aan de Vlaamse kust, in de Efteling, op toer door Nederland, tijdens de kerstdagen in de Koningin Elisabethzaal van Antwerpen en in vele gastoptredens op televisie, waaronder in Florke, ons moe, een speciale Thuis-uitzending naar aanleiding van het overlijden van Ann Petersen (2003).
Samen met Gert Verhulst en Hans Bourlon was hij de schrijver van vele verhalen en scenario's van Samson en Gert. Zodoende startte hij samen met Verhulst en Bourlon in 1996 het productiehuis Studio 100, waarna er ook verhalen volgden voor Kabouter Plop, Wizzy en Woppy, Big & Betsy, Piet Piraat, K3 en Spring. Eind juni 2005 trad hij, samen met Gert Verhulst, op de Grote Markt in Sint-Niklaas voor de laatste keer op als stem en vertolker van de hond Samson. De rol werd daarna overgenomen: eerst door Peter Thyssen, maar sinds 2013 spreekt Dirk Bosschaert de stem van Samson in.
In 2005 stapte Verbiest uit Studio 100, waarna hij met pensioen ging; al was hij jarenlang nog steeds met nieuwe dingen bezig. Zo werkte hij nog achter de schermen mee aan het maken van de soundtrack van Ketnetpop, maakte een eigen 3D-animatiereeks voor peuters en kleuters en richtte een reisbureau op.
Ook was hij in 2017 medeoprichter van Villa Samson, een organisatie verbonden aan het UZ Brussel, die ervoor zorgt dat langdurig gehospitaliseerde patiënten hun huisdieren kunnen ontmoeten. Na het overlijden van Verbiest in 2025, nam Studio 100 met jarenlange regisseur Bart Van Leemputten belangeloos een promotiefilm op ten bate van Villa Samson met het huidige duo, Samson en Marie.

### Privéleven
Danny Verbiest had uit zijn eerste huwelijk twee dochters, die werden geboren in 1976 en 1986.
In 2004 huwde hij met een voormalige kleuterleidster en medewerkster bij Studio 100. Samen kregen zij op 21 juni 2006 een dochter.
Gedurende de laatste jaren van zijn leven kampte Verbiest steeds meer met gezondheidsproblemen. In 2022 verscheen hij in een rolstoel tijdens een hommage in het televisieprogramma James De Musical.
Verbiest overleed op 14 april 2025 op 79-jarige leeftijd in Jette  en werd begraven in Dilbeek.

## Discografie
Studio-albums
- Samson (1991)
- Samson 2 (1992)
- Samson & Gert 3 (1993)
- Samson & Gert 4 (1994)
- Samson & Gert 5 (1995)
- Samson & Gert 6 (1996)
- Samson & Gert 7 (1997)
- Samson & Gert 8 (1998)
- Samson & Gert 9 (1999)
- Samson & Gert 10 (2000)
- De wereld is mooi! (2001)
- Oh la la la! (2002)
- Jiepie-ja-hee (2003)

## Filmografie

### Televisie
| Jaar      | Titel                                       | Rol      | Opmerkingen                                         |
| --------- | ------------------------------------------- | -------- | --------------------------------------------------- |
| 1983-1993 | Kameleon                                    | Zichzelf | 127 afleveringen                                    |
| 1988      | Hoger Lager                                 | Zichzelf | Gastdeelname aan spelprogramma                      |
| 1989      | Bassie & Adriaan: De Verzonken Stad         | Zichzelf | Bijrol, 5 afleveringen                              |
| 1992      | Bassie & Adriaan: De Geheimzinnige Opdracht | Zichzelf | Gastrol, 1 aflevering                               |
| 1993      | Tijd voor Koen                              | Zichzelf | Was in 1992 ook als Samson hierin te gast           |
| 1990-2005 | Samson & Gert                               | Samson   | 767 afleveringen                                    |
| 2000-2002 | Brussel Nieuwsstraat                        | Samson   | Gastrol, 3 afleveringen                             |
| 2004      | Thuis: Florke, Ons Moe                      | Samson   | Gastrol, special ter nagedachtenis aan Ann Petersen |

### Theater
| Jaar      | Titel                        |
| --------- | ---------------------------- |
| 1991      | De Grote Samson Kerstshow    |
| 1992      | Samson Kerstshow 1992        |
| 1993-1994 | Verboden voor Schotten       |
| 1994–1995 | Clowns en circuscapriolen    |
| 1995–1996 | De grote sprookjesshow       |
| 1996      | Samson & Gert Zomershow      |
| 1996–1997 | Jacht op een schat           |
| 1997–1998 | Het speelgoedgeld            |
| 1998–1999 | Iedereen is ziek             |
| 1999–2000 | De Vanburalshow              |
| 2000–2001 | De koning en koningin komen! |
| 2001–2002 | De mysterieuze taartengooier |
| 2002–2003 | Sponkie, het spookje         |
| 2003–2004 | Reis door de tijdmachine     |
| 2004–2005 | Wiwi, het vreemde wezentje   |
| 2005      | 15 Jaar Samson & Gert        |

## Trivia
- Verbiest leek qua uiterlijk sterk op schrijver Salman Rushdie. Nadat Rushdie getroffen werd door een fatwa werd Verbiest meerdere malen verward met de schrijver, hoewel hijzelf zich geen zorgen maakte over de mogelijke gevolgen.[11]
- In 2016 en 2021 verscheen Verbiest weer even in Plopsaland om, als mede-oprichter, respectievelijk 20 en 25 jaar Studio 100 mee te vieren. Beide keren werd ook gelinkt naar Samson.
- In 2023 was hij te zien in de documentaire Bassie & Adriaan - Een schat aan herinneringen.